# ニューヨーク・スクール
ニューヨーク・スクール  (New York School) は、1950年代および1960年代のニューヨーク市で活動していた詩人、画家、ダンサー、およびミュージシャンの非公式のグループである。絵画の抽象表現主義者と同義に使われることが多い。彼らの絵画の多くはシュルレアリスムおよびコンテンポラリー・アバンギャルドのアート・ムーブメント、具体的には、アクション・ペインティング、抽象表現主義、ジャズ、即興劇、実験音楽、およびニューヨーク・アート界の前衛サークルの交流関係にインスパイアされていた。

## 詩人
ニューヨーク・スクールの詩人に関しては、彼らの作品は現代詩における告白主義者運動に対する反動であると評論家たちは議論している。彼らの詩の主題は軽く、暴力的で、観察的であり、一方で彼らの文体はよくコスモポリタンや世界中を旅行したようなと表現される。これらの詩人たちは意識の流れという文芸技法を思い起こさせる即興的で自然発生的なやり方で、鮮明な修辞表現を頻繁に用いて、詩を作成していた。彼らの作品はシュルレアリスムおよびコンテンポラリー・アバンギャルドのアート・ムーブメント、特に彼らのニューヨーク・アート界のサークルの友人であるジャクソン・ポロックやウィレム・デ・クーニングらのアクション・ペインティングにインスパイアされていた。
ニューヨーク・スクールの詩人としてよく言及されるのは、ジョン・アッシュベリー、フランク・オハラ、ケネス・コッホ、ジェームズ・スカイラー、バーバラ・ゲスト、テッド・ベリガン、ベルナデット・メイヤー、アリス・ノートリー、ケンワード・エルムズリー、フランク・リマ、ロン・パジェット、ルイス・ウォーシュ、そしてジョゼフ・チェラヴォロらである。
オハラは1966年に亡くなるまでこのグループの中心人物であった。彼は友人関係が広くまたニューヨーク近代美術館で働いていたことから、彼はジェーン・フライリッヒャー、フェアフィールド・ポーター、そしてラリー・リヴァーズ（彼の恋人でもあった）ら詩人と画家の間のつながりを取り持っていた。こうして、多くの共同作業やコラボレーションが生まれた。例えば、リヴァーズはコッホによる演劇をインスパイアした、コッホとアッシュベリーは共同で"A Postcard to Popeye"という詩を作成した、アッシュベリーとスカイラーはA Nest of Ninniesという小説を執筆した、そしてスカイラーはオハラと頌歌でコラボレーションした。オハラの肖像はリヴァーズによって描かれた。
コッホ、オハラ、スカイラー、そしてアッシュベリーは詩人としてはとても異なっていたが、お互いを尊敬し合っており、共通点も多かった：
- スカイラー以外は、ハーバード大学の在学期間が重なっていた
- コッホ以外はホモセクシャルであった
- アッシュベリー以外は従軍経験があった
- コッホ以外は芸術批評も行った,
- アッシュベリー以外は詩人としての発育期をニューヨークで過ごした

この四人は全て、レーモン・ルーセル、ピエール・ルヴェルディ、そしてギヨーム・アポリネールらフランスのシュルレアリスム画家たちにインスパイアされていた。David Lehmanのニューヨーク詩人に関する著作には次のように記されている："彼らの詩人サークルがニューヨーク・スクールと呼ばれるようになった由来であるニューヨーク・スクール抽象表現主義画家たちよりもジャスパー・ジョーンズやロバート・ラウシェンバーグを連想させるようなやり方で、彼らはウィットやユーモア、先進的なアイロニーの効いたでたらめ（小馬鹿にするようないたずらやからかい）を好んでいた。"

## 作曲家
ニューヨーク・スクールは1950年代の作曲家たちのサークルも指すことがある。その中には、ジョン・ケージ、モートン・フェルドマン、アール・ブラウンそしてクリスチャン・ウォルフらが含まれる。彼らの音楽はフルクサスのグループの音楽とイベントを並行させていた。またその名前は、上述の抽象表現主義画家から取って命名されていた。

## ダンサー
1960年代、グリニッジ・ヴィレッジのジャドソン・メモリアル教会で活動していたジャドソン・ダンス・シアターは、モダン・ダンスに革命をもたらした。彼らは、パフォーマンスアートのアイデア、急進的で新しい振付、アバンギャルドな作曲家による楽音、そしてニューヨーク・スクールのヴィジュアル・アーティストたちとのコラボレーションによるダンスを新しい方法で組み合わせていた。ジャドソン・ダンス・シアターを設立したアーティストグループはポスト・モダンダンスの創始者であるとみなされている。このシアターは、ジョン・ケージと共に学んできた音楽家のロバート・ダンが教えるダンス構成のクラスから育った。ジャドソン・ダンス・シアターの関わりのあるアーティストはバレエの技術、用語、理論の中だけに閉じこもるのを拒否したアバンギャルド・エクスペリメンタリスト（実験主義者）である。
ジャドソンの最初のコンサートは1962年7月6日に開催された。この時のダンスはSteve Paxton、フレッド・ヘルコ、デヴィッド・ゴードン、Alex and Deborah Hay、Yvonne Rainer、Elaine Summers、William Davis、そしてRuth Emersonによって行われた。ジャドソン・ダンス・シアター出身の影響力のあるダンス・アーティストたちは次のような人物である：デヴィッド・ゴードン、スティーヴ・パクストン、イヴォンヌ・レイナー、トリシャ・ブラウン、Lucinda Childs、Deborah Hay、エレイン・サマーズ、Sally Gross、Aileen Passloff、そしてメレディス・モンク。1962年から1964年はジャドソン・ダンス・シアターの黄金期であると言われている。
1950年代、1960年代、そして1970年代の間は、ニューヨーク・スクールのアーティストはSimone Forti、Anna Halprin、マース・カニングハム、マーサ・グレアム、そしてポール・テイラーのような他の振付師やダンサーともコラボレーションしていた。

## 1950年代および60年代のニューヨーク・スクール抽象表現主義者
1950年代のニューヨーク抽象表現主義者を表すニューヨーク・スクールは、アーティストの委員会による一連の招待制の展覧会を通して記録されている。これは、1951年の9丁目アート展覧会を始めとし、続いて1953年にSecond Annual Exhibition of Painting and Sculptureがニューヨーク市のStable Galleryで開催され、1954年にはThird Annual Exhibition of Painting and Sculptureが、1955年にはFourth  Annual Exhibition of Painting and Sculptureが、1956年にはFifth Annual Exhibitions of Painting and Sculptureが、1957年にはSixth  New York Artists’ Annual  Exhibitionが開催された。ブラッドリー・ウォーカー・トムリン (1899–1953)、ローズマリー・ベック (1923–2003)、そしてフィリップ・グスタン (1913–1980) などがニューヨーク・スクールに含まれる。
1960年代のアーティストも含むその他のニューヨーク・スクール・アーティストは、画家としては、リチャード・プゼット＝ダート、セシル・グレイ・バゼロン、シーモア・ボードマン、イリヤ・ボロトフスキー、アーネスト・ブリッグス、Peter Busa、ローレンス・カルカーノ、ニコラス・キャローネ、ナンノ・デ・グルート、ビューフォード・デラニー、リン・マップ・ドレクスラー、エドワード・ダグモア、アマランス・エーレンハルト、ペルレ・ファイン、カール・ハーゲドン、ジョン・ハルトバーグ、アルバート・コティン、クラレンス・メイジャー、ミーシャ・レズニコフ、ウィリアム・シャーフ、エセル・シュワバッハー、ケンドール・ショウ、トーマス・シルズ、マートン・シンプソン、そしてジャック・スチュワートがいる。加えて、画家または彫刻家としては、カレル・アペル、クレア・ファルケンシュタイン、ベティ・パーソンズ、そしてアントニ・タピエスがニューヨーク・スクールのメンバーとして知られている。

## ギャラリー
ニューヨーク市のアニータ・シャポルスキー・ギャラリーは1950年代および1960年代のニューヨーク・スクール・アートに特化しており、表現主義、幾何学的抽象、そして絵画的抽象アートを展示している。ここは、彫刻とともに油およびアクリルによる作品を最も頻繁に展示している。ティボール・デ・ナジ・ギャラリーおよびステイブル・ギャラリーもニューヨーク・スクール・アートを展示してきており、1998年にはガゴシアン・ギャラリーもニューヨーク・スクール・アートを展示した。